# Hoeilaart
Hoeilaart belga település Flandriában, Flamand-Brabant tartomány Halle-Vilvoorde járásában található. A településnek 2010-ben 10298 lakosa volt, területe 20,43 km², népsűrűsége 493 fő/km².

## Története
A település neve a gall-kelta eredetű "ho-lar" szóból származik, amely magasan fekvő erdei tisztást jelent. Régen Hoeylaert-nek írták a település nevét. Ma is a település területének kb. 58%-át erdő borítja.
A település körül a Forêt de Soignes-Zoniënwoud erdőség található, amely a középkorban teljesen körbevette Brüsszelt és a szomszédos településeket (területe ma 1183 hektár). Hoeilaart helyén 1343-ban alapították meg a groenendaali perjelséget, amely a 14. század végén, a 15. szd. elején Németalföld egyik fontos, spirituális központja volt. Az első perjel, Jan van Ruusbroec számos értekezést írt óholland nyelven.
A lakosokat flamandul "Hoeilanders" vagy "Doenders" néven említik.
A települést régen "üvegfalu"-ként említették (het glazen dorp), mivel igen elterjedt volt az üvegházas csemegeszőlőtermesztés.

## Látnivalók
A település központjában található a Jan van Ruusbroecpark, amelyben egy kastély, melléképületek és a Miasszonyunk-kápolna ("Onze-Lieve-Vrouwkapel). A kastély 1858-ban épült romantikus stílusban, 1919-ben a település megvásárolta és itt rendezte be a városházát. A kastélyhoz kapcsolódó tanyaépületekben kaptak helyet a különféle önkormányzati hivatalok, a szociális ház ("Sociaal Huis") és a helyi rendőrség irodái. A kastéllyal azonos stílusban épült kápolna a tanyaépület mellett található.
A Jan van Ruusbroec erdei múzeumban meg lehet tekinteni a helyi erdőt benépesítő növény és állatfajokat, illetve képet lehet kapni az erdőgazdálkodási tevékenységekről. A múzeum ideális kiindulópontja a Zoniënwoud erdőbe tett gyalogos vagy kerékpáros kirándulásoknak.

### Egyebek
- 1870-1874 között épült neoromán stílusú templom
- Kasteel de Man, a kastély épületében ma a városháza működik
- A groenendaal-i perjelség régi malma
- A Groenendaal park

### Képek

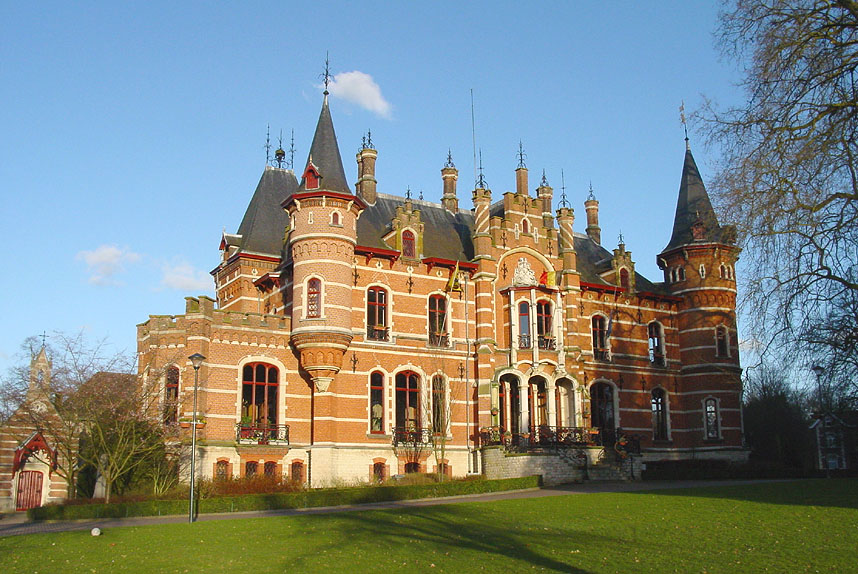
A városháza épülete
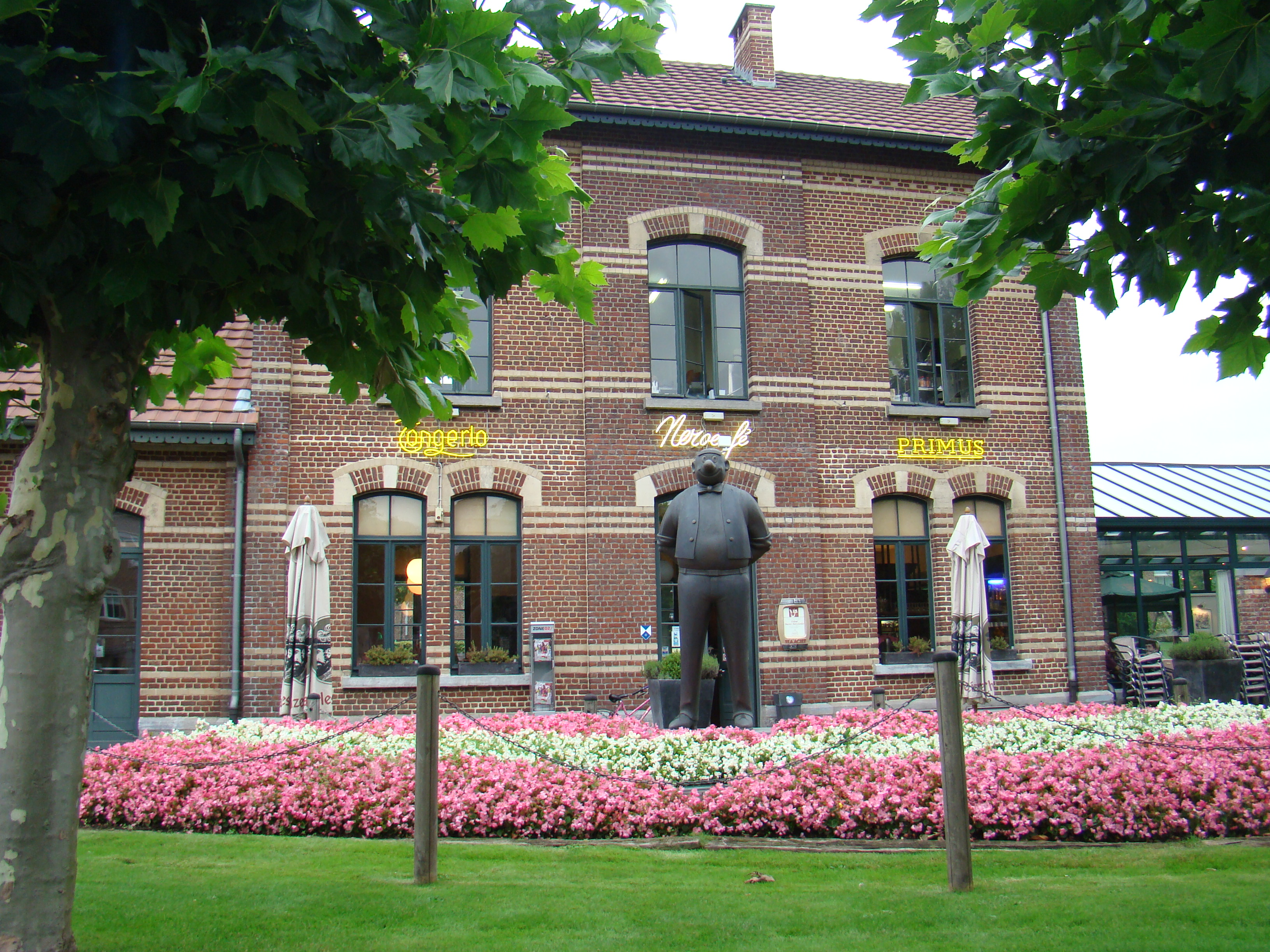
Hoeilaart régi vasútállomása, ma kávézó
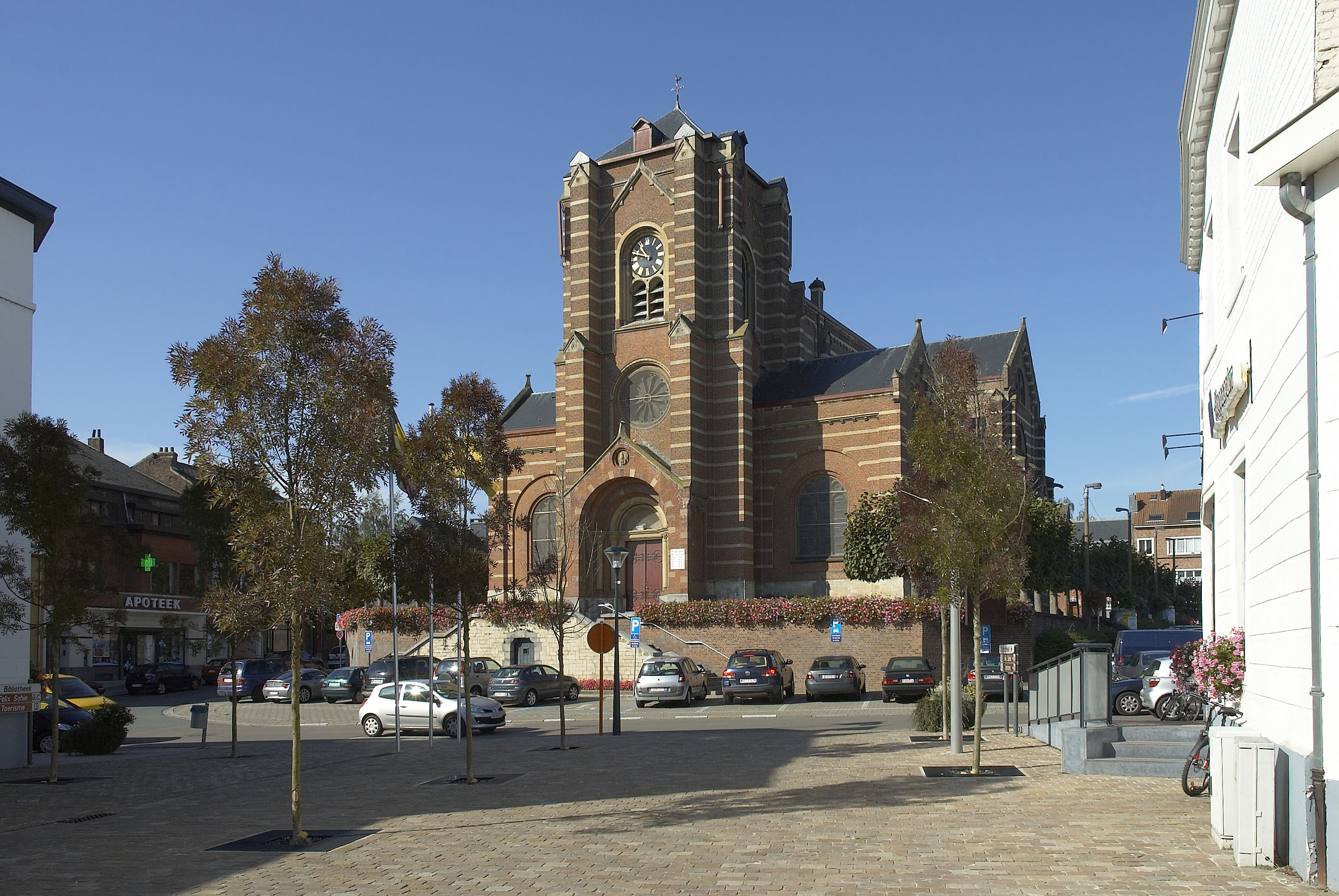
A Sint Clemenskerk

## Érdekesség

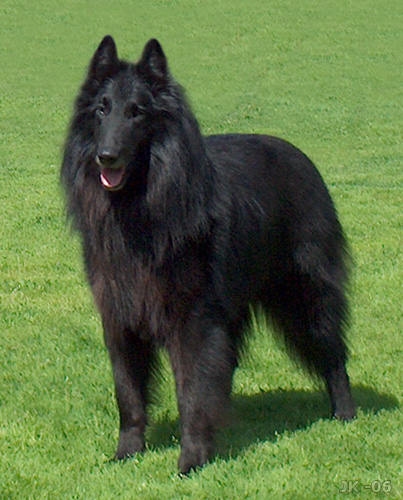
Európai Groenendaeler kan

Az egyik belga juhászkutyafajtát Groenendaeler-nek hívják, mivel a fajtát eredetileg Hoeilaartban tenyésztették ki.
Hoeilaart egyik nevezetessége a helyben termelt belga kék csemegeszőlő (hivatalos neve Vlaams-Brabantse tafeldruif, azaz flamand-brabant asztali szőlő). A szőlőtermelés fénykorában rengeteg üvegházban, jórészt kézi munkával folyt a termelés, amelynek eredményeként a szőlő igazi luxuscikk volt, csak a leggazdagabbak engedhették meg maguknak. A helyi szőlő jellegzetességei az óriási szőlőszemek, a roppanós héj és a mélykék szín.
A helyi üvegházas szőlőtermesztés egyik megalapítója Felix Sohie volt, aki 1865-ben építette első üvegházát és kikísérletezte az üvegházi szőlőtermesztés fortélyait. 1866-ban testvéreivel már 11 üvegházban termesztettek szőlőt, példájukat pedig rengeteg helyi lakos követte. A környék neve is a szőlőre utal: Druivenstreek jelentése "szőlővidék" és összesen 4 települést foglal magában: Overijse, Huldenberg, Hoeilaart és Tervuren.
Minden évben szeptember harmadik hétvégéjén rendezik meg a szőlőfesztivált (Druivenfestival), amelynek keretében a szőlőtermesztést bemutató kiállítás mellett koncerteket, felvonulásokat, utcai színelőadásokat, vásárt és tűzijátékot szerveznek.
Hoeilaart másik jellegzetes terméke a helyi túrótorta, amelyet a cukrászok friss krémtúróból és barackkompótból készítenek.